# 圖雷克縣

52°1′N 18°30′E / 52.017°N 18.500°E
圖雷克縣（波蘭語：Powiat turecki），是波蘭的縣份，位於該國中西部，由大波蘭省負責管轄，首府設於圖雷克，面積929平方公里，2006年人口83,635，人口密度每平方公里90人。